# Veliki prisekan ikozidodekaeder
| Veliki prisekan ikozidodekaeder                   | Veliki prisekan ikozidodekaeder                       |
| ------------------------------------------------- | ----------------------------------------------------- |
|                                                   |                                                       |
| Vrsta                                             | uniformni zvezdni polieder                            |
| Elementi                                          | F = 62, E = 180, V =120 ({\displaystyle \chi \,} = 2) |
| Stranske ploskve po stranicah                     | 30{4}+20{6}+12{10/3}                                  |
| Wythoffovi simboli                                | 2 3 5/3 \|                                            |
| Simetrijska grupa                                 | Ih, [5,3], *532                                       |
| Bowerjeva okrajšava                               | Gaquatid                                              |
| Sklici                                            | U68, C87, W108                                        |
| veliki disdiakisni triakotaeder (dualni polieder) | 4.6.10/3 slika oglišč                                 |

Veliki prisekan ikozidodekaeder je nekonveksni uniformni polieder z oznako (indeksom) U68. Lahko se ga prikaže tudi s Schläflijevim simbolom t0,1,2{5/3,3} in s Coxeter-Dinkinovim diagramom .

## Kartezične koordinate
Kartezične koordinate oglišč velikega prisekanega ikozidodekaedra, ki leži v izhodišču, so vse parne permutacije vrednosti
(±τ, ±τ, ±(3−1/τ)),
(±2τ, ±1/τ, ±(1−2/τ)),
(±τ, ±1/τ2, ±(1+3/τ)),
(±(1+2/τ), ±2, ±(2−1/τ)) in
(±1/τ, ±3, ±2/τ),
kjer je τ = (1+√5)/2 zlati rez. 